# غوستافو أغيري
غوستافو أغيري (بالإسبانية: Gustavo Aguirre) هو منافس ألعاب قوى أرجنتيني، ولد في 8 أبريل 1977 في بوينس آيرس في الأرجنتين.

## وصلات خارجية
- غوستافو أغيري على موقع الاتحاد الدولي لألعاب القوى (الإنجليزية)
- غوستافو أغيري على موقع أوليمبيديا (الإنجليزية)